# 鳳凰城天港國際機場
鳳凰城天港國際機場（英語：Phoenix Sky Harbor International Airport）是一座軍民兩用機場，位於美國亞利桑那州鳳凰城東南4.8公里的馬里科帕郡。天港國際機場是亞利桑那州最大、最繁忙的機場，也是美國西南部最大的商用機場之一。
天港國際機場是美國航空的國內線樞紐機場，也是該航空公司飛往墨西哥和夏威夷的門戶。該機場同時也是西南航空的重點機場。2012年天港國際機場客運量達40,448,932人次，因此得以躋身美國十大最繁忙機場之列。機場平均每日起降航班超過1,200架次，客運量逾十萬人次，貨運量達800公噸。

## 航點/航廈
鳳凰城天港國際機場現時有三座航廈（第2，3，4航廈），共120個登機門。曾於1952年啟用的第1航廈已在1990年停用。机场管理处指出，第1航厦的设计已到了“退休”的时候，但因乘客已经熟悉了现有的航厦编号，機場不会对其他航厦重新進行编号。

### 塔台
鳳凰城天港國際機場現有的塔台高99米，於2007年1月14日午夜啟用。塔台位於第三航廈停車庫東面，為天港國際機場歷史上第四座塔台，也是北美最高的塔台之一。

### 第二航廈
第二航廈於1962年啟用，共有9個登機門（由不連續的數字1-13及字母C和D進行編號）。
- 加拿大航空（卡加利[季節性]、多倫多─皮爾遜）
- 阿拉斯加航空（波特蘭 (奧勒岡州)、西雅圖／塔科馬、埃弗里特 (华盛顿州)）
- 大湖航空（蓋洛普、Page、普萊斯考特、Show Low）
- 聯合航空（芝加哥─歐海爾、克利夫蘭、丹佛、休斯敦─洲際、紐華克、舊金山、華盛頓─杜勒斯）
  - 聯合航空快捷由ExpressJet航空公司經營（休斯敦─洲際）
  - 聯合航空快捷由天西航空經營（克利夫蘭、丹佛、洛杉磯、舊金山）

### 第三航廈
第三航廈於1979年啟用，由2個大堂共17個登機門組成。登機門2-9位於北大堂，登機門15-26位於南大堂（登機門均為不連續編號）。

#### 北大堂
- 達美航空（亞特蘭大、辛辛那提/北肯塔基、紐約-肯尼廸、底特律、孟菲斯、明尼亞波利斯/聖保羅）
  - 達美連繫由SkyWest經營（洛杉磯、鹽湖城）
- 邊疆航空（丹佛）
- 太陽國家航空（明尼亞波利斯/聖保羅）

#### 南大堂
- 美國航空（芝加哥-奧海爾、達拉斯-沃斯堡、邁阿密）

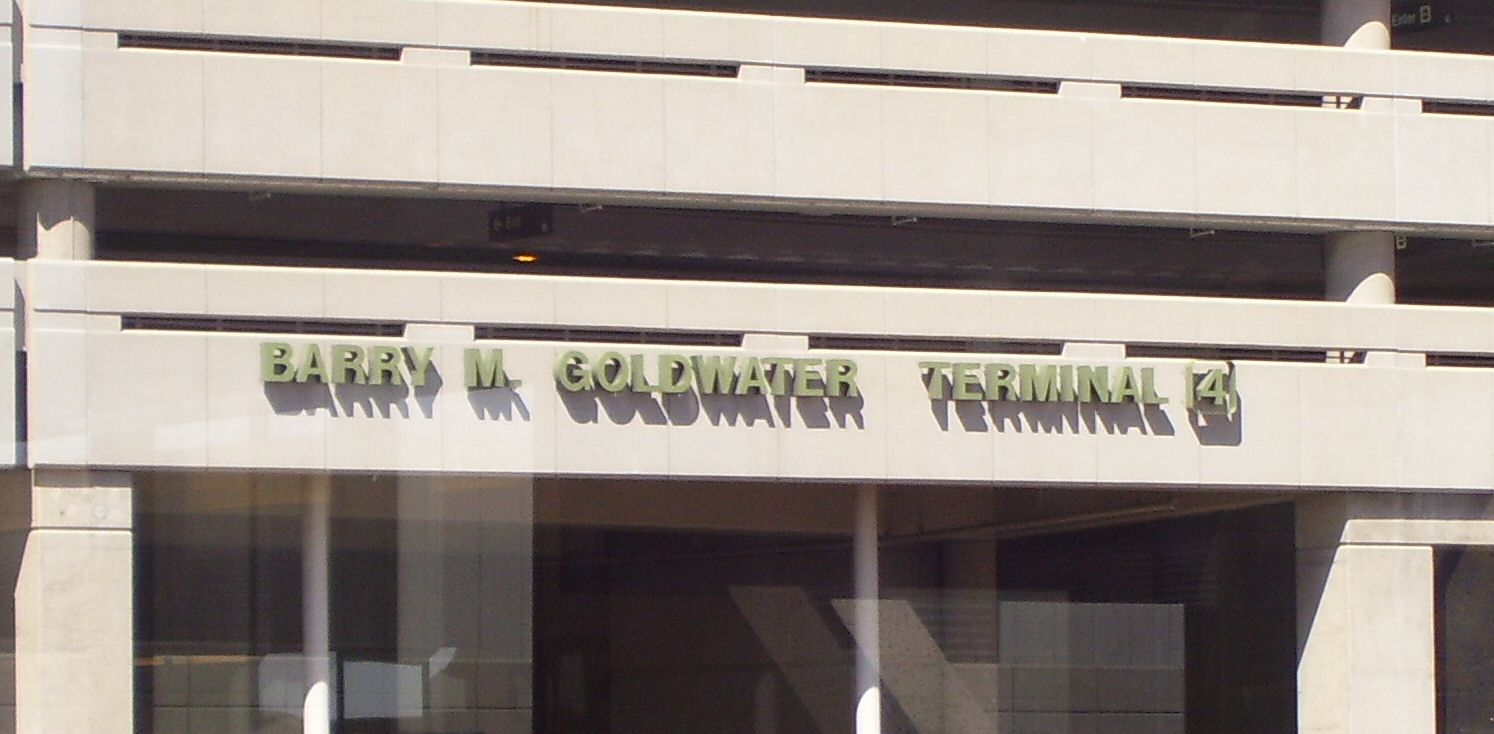
第四航廈的入口

- 夏威夷航空（檀香山）
- 捷藍航空（紐約-肯尼廸）
- 中西航空（密爾沃）

### 第四航廈（巴里·戈德华特航廈）
第四航廈於1990年啟用，共有七個大堂，超過90個登機門。其中北面有三個大堂，西北有一個大堂，南面有三個大堂。

#### 北大堂
北大堂有三個衛星大堂，包含登機門 A1-A14, A17-A30, B1-B14。
- 全美航空（夏洛特、達拉斯/沃斯堡、洛杉磯、明尼亞波利斯-聖保羅、費城、匹茲堡、鹽湖城、聖迭戈、西雅圖/塔科馬）
  - 全美航空由美西航空經營（阿卡普爾科、亞伯科基、安克雷奇、亞特蘭大、奧斯汀、巴爾的摩或者華盛頓、博伊西、波士頓、柏本克、Cabo聖·盧卡斯、卡爾加里、坎昆、芝加哥-歐海爾、克利夫蘭、哥倫布、達拉斯/沃斯堡、丹佛、底特律、埃德蒙頓、帕索、羅德岱堡、哈特福德/斯普林菲爾德、檀香山、休斯敦-洲際、印第安納波利斯、Ixtapa/Zihuatanejo、Kahului、堪薩斯城、Kona、拉斯維加斯、Lihue、長灘、洛杉磯、Manzanillo、Mazatlán、墨西哥城、邁阿密（季節性）、密爾沃基、明尼亞波利斯。保羅，紐約-肯尼廸，紐瓦克、奧克蘭、奧馬哈、安大略、橙縣、奧蘭多、費城、波特蘭（奧勒岡州）、Puerto Vallarta，羅利/杜罕、雷諾/太浩、薩加門多、鹽湖城、聖安東尼奧、聖迭戈、舊金山、聖約瑟（加州）、聖荷西（哥斯達黎加）、西雅圖/塔科馬、斯波坎、聖路易、坦帕、多倫多-皮爾遜、溫哥華、華盛頓-杜勒斯，華盛頓-雷根）

#### 西北大堂
西北大堂包含登機門 B23-B28。
- 墨西哥國際航空（Guadalajara、Hermosillo、墨西哥市）
- 英國航空（倫敦-希思路）

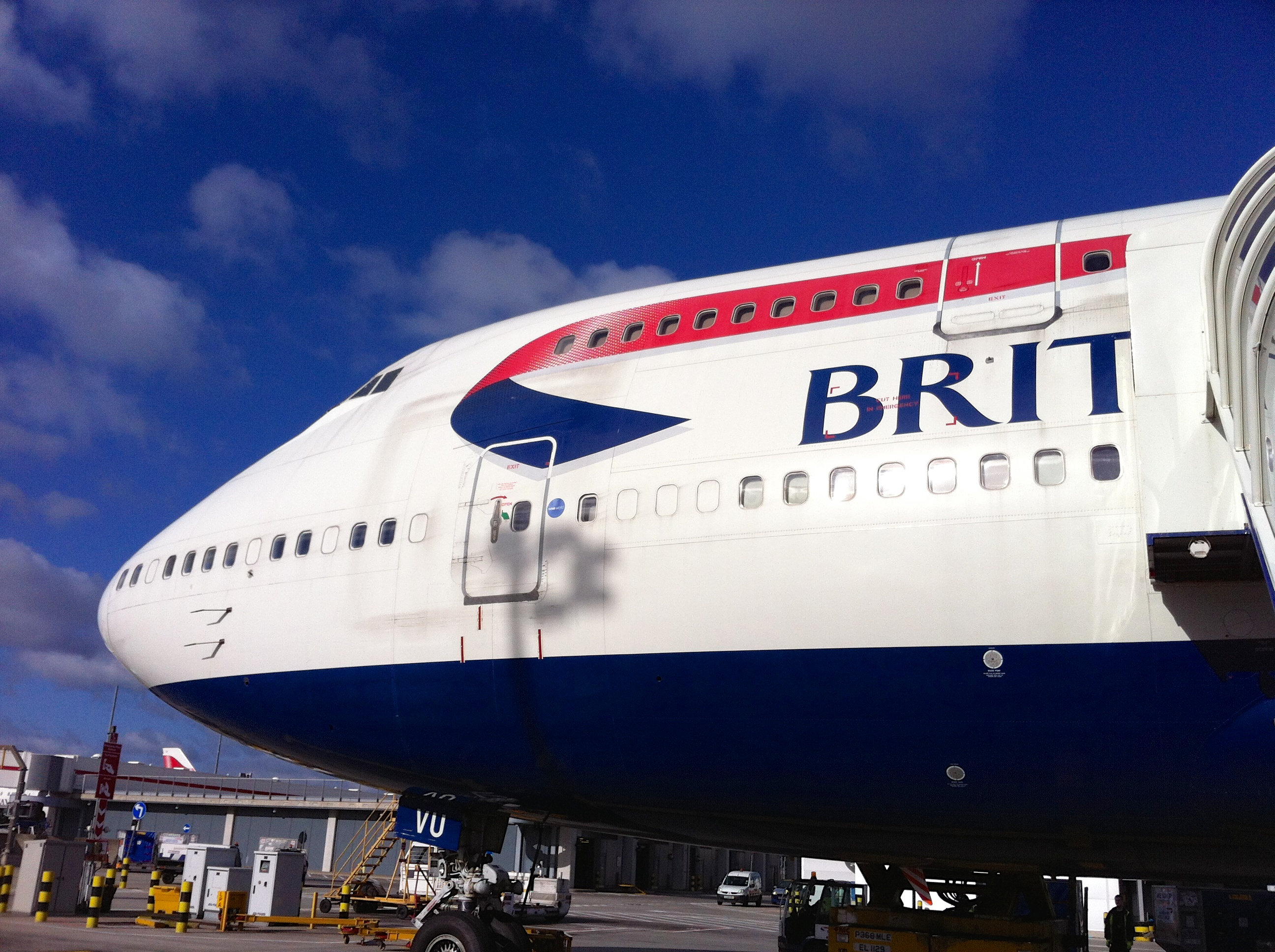
英國航空的波音747-400型客機停泊在天港國際機場

- 墨西哥航空（Guadalajara、墨西哥市）
- 全美航空（參見A大堂）
  - 全美航空（國際線入境班機，出境班機參閱A大堂）
  - 全美航空快捷由Air Midwest營運（Cedar City、Farmington）
  - 全美航空快捷由梅薩航空營運（阿柏克奇、亞斯本、奧斯汀、Bakersfield、Burbank、卡加利、Carlsbad、科羅拉多泉、達拉斯/沃斯堡、丹佛、Des Moines、Durango、El Paso、尤金，旗桿市、佛列斯諾、Grand Junction，瓜達加哈拉、Guaymas, Hermosillo、休士頓─洲際、堪薩斯市、拉斯維加斯、長灘、洛杉磯、Medford、孟菲斯、Monterey、Montrose/Telluride、奧克蘭、奧克拉荷馬市、奧馬哈、安大略、橘郡、棕櫚泉、Puerto Vallarta、雷諾/太浩、鹽湖城、聖安東尼奧、聖地牙哥、舊金山、San Luis Obisp、聖塔芭芭拉、西雅圖/塔科馬、Spokane、Tucson、溫哥華、威奇塔、Yuma）
- 西捷航空（卡加利、愛民頓、溫尼伯）季節性

#### 南大堂
南大堂有三個衛星大堂，包含登機門 C1-C10, C11-C20, D1-D8。
- 穿越航空（亞特蘭大）
- 西南航空（Albuquerque、Austin、巴爾的摩、伯明罕（阿拉巴馬州）、水牛城、伯班克、芝加哥─中途、哥倫布、丹佛、底特律、El Paso、休士頓─霍比、印第安納波利斯、堪薩斯城、拉斯維加斯、小石城、洛杉磯、路易維爾、曼徹斯特（新罕布夏州）、納許維爾、新奧爾良、奧克蘭、俄克拉荷馬城、奧馬哈、Ontario、橘郡、奧蘭多、費城、匹茲堡、波特蘭、Providence、Raleigh/Durham、雷諾／太浩、薩加緬度、鹽湖城、聖安東尼奧、聖地牙哥、聖荷西、西雅圖、聖路易、坦帕、Tulsa）

## 機場保安
2007年2月23日天港国际机场成为第一个正式使用Backscatter X-ray技术对乘客实施安检的机场。这项技术可以使安检员透过乘客的衣物察看乘客是否携带了武器，爆炸物及毒品等违禁物品。因为如此，这些可以装置在固定设备或随身照相机上的仪器被一些人权组织戏称为“裸体机器”，他们担心这些设备把乘客的裸体影像展示在安检员的面前，而乘客事先并不知道自己的隐私权或许被侵犯。

## 意外
天港機場附近未發生任何嚴重意外。1987年8月16日，一架从底特律都会韦恩县机场经天港机场中转飞往加州圣·安娜约翰韦恩机场的西北航空255班机，在从底特律机场起飞时坠毁，机上人员除一名女孩外全部遇难，其中包括很多菲尼克斯地区居民。

## 交通
凤凰城机场有免费的无人驾驶列车（PHX Sky Train）连接各个航站楼，经济停车场和轻轨站。旅客可在44th St/Washington轻轨站搭乘凤凰城轻轨往来机场。搭乘开往19th Ave/ Dunlap方向（Westbound)的轻轨到位于凤凰城市中心的Van Buren/Central Ave站（亚利桑那州立大学市中心校区旁）仅需17分钟，搭乘Gilbert Rd. / Main St.方向(Eastbound)的轻轨列车到亚利桑那州立大学坦佩校区的University Dr/Rural Rd站仅需15分钟。

## 航空管制
| CLR              | 118.1MHz,269.2MHz                    |
| GND              | 119.75MHz,132.55MHz                  |
| TWR              | 118.7MHz,120.9MHz,254.3MHz,385.4MHz  |
| APP/DEP          | 124.1MHz,128.65MHz,269.6MHz,353.9MHz |
| ANG COMMAND POST | 140MHz,311MHz                        |
| RDO              | 122.2MHz,122.6MHz                    |
| ATIS             | 127.575MHz                           |
| UNICOM           | 122.95MHz                            |

## 航空保安無線施設
| 局名    | 種類  | 周波数   | 識別信号 |
| PHOENIX | VOR   | 115.6MHz | PXR      |
| PHOENIX | TACAN |          | PXR      |

## 外部連結
- Phoenix Sky Harbor International Airport （页面存档备份，存于）（Official site）
- Phoenix Sky Harbor International Airport at Arizona DOT
- Sky Harbor Airport review[永久]
- Phoenix Military & Veterans Hospitality Room